# Eveline Widmer-Schlumpf
Eveline Widmer-Schlumpf (Felsberg, Grisons, 16 de març de 1956) és una advocada, notària i política suïssa, exmembre de la Unió Democràtica del Centre i després membre del Partit Burgès Democràtic, que ha estat Consellera Federal i Presidenta de la Confederació, el 2012.

## Formació i activitat professional
Filla de l'antic conseller federal, Leon Schlumpf, va créixer a Felsberg, on resideix actualment. El 1976 va acabar el batxillerat al Gymnasium de Coira, i tot seguit començà els estudis de Dret a la Universitat de Zúric. Va obtenir la llicenciatura el 1981 i el doctorat el 1990.
Treballà com a advocada i notària entre 1987 i 1998. Va ser escollida paral·lelament a la cort del districte de Trin des de 1985, cort que va presidir entre 1991 i 1997.

## Carrera política
Vicepresidenta del Partit Popular Suís (SVP) dels Grisons entre 1989 i 1998, fou membre del Gran Consell (Parlament) del Cantó dels Grisons de 1994 a 1998, abans de ser la primera dona elegida al Consell d'Estat –l'organisme consultiu de cada un dels governs cantonals de Suïssa– d'aquest cantó suís el 1998, que presidiria el 2001.
Entre 1999 i el 2007 va ser Cap del departament del Ministeri d'Hisenda; entre els anys 2000 i 2004, Viceprimera ministra del Govern cantonal als Grisons; entre els anys 2001 i 2005, Primera ministra del govern cantonal als Grisons. Des de maig de 2004 fou membre del Consell del Banc Nacional Suís i presidenta de la Conferència de directors cantonals de finances. Com a tal, va lluitar el 2004 contra el paquet fiscal proposat per la Confederació, projecte que fou finalment rebutjat per votació popular.

### Govern federal
El 12 de desembre de 2007, i per iniciativa dels grups parlamentaris socialista, verd, i demòcrata cristià, fou elegida al Consell Federal per l'Assemblea federal i va obtenir en la segona volta de les eleccions 125 vots contra 115 vots de Christoph Blocher, conseller Federal sortint del seu mateix partit, sense ser oficialment candidata a aquest lloc. Després d'algunes hores de suspensió de la sessió, el parlament federal li va donar un termini de reflexió fins al 13 de desembre a les vuit del matí per indicar si acceptava o no la seva elecció. Al moment indicat, Eveline va donar la seva acceptació a la proposta, convertint-se en la cinquena dona a ser elegida en el Consell Federal i la tercera de la legislatura actual. El seu partit va declarar que en haver acceptat l'elecció, ella i el seu col·lega Samuel Schmid serien exclosos dels grups parlamentaris, ja que la UDC va passar a l'oposició, una cosa mai abans vist a Suïssa.
L'1 de juny la Unió Democràtica del Centre va decidir excloure la secció grisona del partit nacional, per la qual cosa el 16 de juny els membres d'aquesta secció decidiren formar un nou partit, anomenat al principi Partit Burgès, nom que més endavant canviaria pel de Partit Democràtic Burgès, després de la creació de la secció bernesa.
Entre el 2008 i el 2011 va ser Ministra federal de Justícia i policia, el 2010 va assumir el càrrec de Ministra federal d’Hisenda i el 2011, Vicepresidenta de la Confederació Suïssa, sota les sigles del PBD i ja no del SVP com el 2007, i alhora elegida presidenta de la Confederació l'any 2012. El 2015, amb el declivi del PBD a les eleccions federals va anunciar que no es presentaria a la reelecció i va deixar el seu càrrec el 31 de desembre següent.

## Vida personal
És mare de tres fills, dues dones i un home.